# آيت سيدي امحمد (الحمام)
آيت سيدي امحمد هي إحدى مشيخات المملكة المغربية، تتبع جغرافيا لإقليم خنيفرة وإداريًا لالحمام. يقدر عدد سكانها بـ 656 نسمة حسب الإحصاء الرسمي للسكان والسكنى لسنة 2004.